# Principato di Anhalt-Bernburg
Il Principato di Anhalt-Bernburg fu uno stato del Sacro Romano Impero Germanico e successivamente compreso nei territori della Confederazione Germanica. Fu un territorio indipendente dal 1603 al 1863 quando venne annesso al Ducato di Anhalt.

## Storia
Il principato nacque nel 1252 come territorio del principato di Anhalt assieme ai territori di Anhalt-Aschersleben, Anhalt-Bernburg e Anhalt-Zerbst. Dalle origini sino al 1468 venne retto dai margravi di Anhalt-Bernburg, poi dagli Anhalt-Zerbst. Nel 1603 il territorio del margraviato di Anhalt-Zerbst venne suddiviso in Anhalt-Dessau, Anhalt-Bernburg dato al secondogenito Christian I (1603-1630), Anhalt-Köthen, Anhalt-Plötzkau e Anhalt-Zerbst. Nel 1635 si procedette ad un'ulteriore suddivisione in Anhalt-Bernburg e Anhalt-Harzgerode che durò sino al 1709 quando i principati vennero riunificati. Il territorio si divise nuovamente nel 1718 nei margraviati di Anhalt-Bernburg e Anhalt-Bernburg-Schaumburg-Hoym sino al 1806 quando, divenuto ducato, Bernburg si riunì in un unico stato, completando il processo nel 1812 con l'estinzione del ramo cadetto. Nel 1847 vennero unificati l'Anhalt-Köthen-Plötzkau con l'Anhalt-Bernburg. Nel 1863 la linea ereditaria dei Bernburg si estinse nella linea maschile con il duca Alessandro Carlo, che aveva governato con la moglie Federica Carolina duchessa di Holstein Sonderburg Gluecksburg; il ducato è ereditato dalla linea di Anhalt-Dessau ed annesso il 19 agosto 1863.

## Principi di Anhalt-Bernburg (Prima fondazione)
- 1252−1287 Bernardo I
- 1287−1291 Giovanni I con
  - 1287−1318 Bernardo II
- 1318−1348 Bernardo III
- 1348−1354 Bernardo IV
- 1354−1374 Enrico IV
- 1374−1404 Ottone III
- 1404−1420 Bernardo V con
  - 1404−1415 Ottone IV
- 1420−1468 Bernardo VI

la casata di Anhalt-Bernburg confluisce in quella di Anhalt-Zerbst

## Principi di Anhalt-Bernburg (Seconda fondazione)
- 1603−1630 Cristiano I
- 1630−1656 Cristiano II
- 1656−1718 Vittorio Amedeo
- 1718−1721 Carlo Federico
- 1721−1765 Vittorio Federico
- 1765−1796 Federico Alberto
- 1796−1806 Alessio Federico Cristiano (Duca dal 1806)

## Duchi di Anhalt-Bernburg
- 1806−1834 Alessio Federico Cristiano
- 1834−1863 Alessandro Carlo (ultimo Duca di Anhalt-Bernburg)

la casata di Anhalt-Bernburg confluisce in Leopoldo IV Federico di Anhalt-Dessau